# Podosphaeraster
Podosphaeraster is een geslacht van zeesterren, en het typegeslacht van de familie Podosphaerasteridae.

## Soorten
- Podosphaeraster gustavei Rowe, 1985
- Podosphaeraster polyplax A.M. Clark, 1962
- Podosphaeraster pulvinatus Rowe & Nichols, 1980
- Podosphaeraster somnambulator McKnight, 2006
- Podosphaeraster thalassae Cherbonnier, 1970
- Podosphaeraster toyoshiomaruae Fujita & Rowe, 2002